# نغوين فو هونغ ديواونغ
نغوين فو هونغ ديواونغ هو لاعب كرة قدم فيتنامي في مركز الوسط، ولد في 20 أغسطس 1992 في فيتنام. لعب مع Haiphong FC ‏.

## وصلات خارجية
- نغوين فو هونغ ديواونغ على موقع قاعدة بيانات كرة القدم.إي يو (الإنجليزية)
- نغوين فو هونغ ديواونغ على موقع Soccerway.com (الإنجليزية)